# Зайдель, Александр Натанович
Александр Натанович За́йдель (1909—1987) — советский учёный в области спектроскопии, доктор физико-математических наук (1944), профессор (1946), лауреат Сталинской премии второй степени (1953).

## Биография
Окончил физико-математический факультет Среднеазиатского университета (1931) и аспирантуру ЛГУ (1931—1935). В 1936 года защитил кандидатскую диссертацию на тему «Флюоресценция растворов солей тербия и европия».
В 1936—1937 годах доцент Среднеазиатского университета (Ташкент).
В 1937 — 1960 годах в ЛГУ имени А. А. Жданова: научный сотрудник, доцент, с 1946 году профессор кафедры оптики, с 1948 года заведующий лабораторией спектрального анализа.
С 1958 года сначала по совместительству с 1960 года по основной работе заведующий лабораторией (сектором) спектроскопии горячей плазмы в ФТИАН имени А. Ф. Иоффе.
Доктор физико-математических наук (1944), профессор (1946).
Участник советской атомной программы.

## Награды и премии
- Сталинская премия второй степени (1953) — за разработку и промышленное освоение методов выделения и переработки трития (Сталинские премии по Постановлению СМ СССР № 3044-1304сс от 31 декабря 1953 года) — за разработку и промышленное освоение методов выделения и переработки трития

## Основные работы
- Освобождение внутриатомной энергии [Текст] / д-р физ.-матем. наук А. Н. Зайдель. — (2-е доп. изд. книги «Загадка атома»). — [Ленинград] : Ленингр. газ.-журн. и кн. изд-во, 1946 (тип. № 2 Упр. изд-в и полиграфии Ленгорисполкома). — 76 с. : ил.; 17 см.
- Таблицы спектральных линий [Текст] / А. Н. Зайдель, В. К. Прокофьев, С. М. Райский. — Москва ; Ленинград : Гос. изд-во техн.-теорет. лит., 1952. — 560 с.; 27 см.
- Таблицы спектральных линий [Текст] / [А. Н. Зайдель, В. К. Прокофьев, С. М. Райский и др.]. — 4-е изд., испр. и доп. — Москва : Наука, 1977. — 798 с.; 26 см.
- Основы спектрального анализа [Текст]. — Москва : Наука, 1965. — 322 с. : ил.; 27 см. — (Физика и техника спектрального анализа. Б-ка инженера).
- Спектроскопия вакуумного ультрафиолета. — Москва, 1967.
- Элементарные оценки ошибок измерений [Текст] / АН СССР. — 2-е изд., испр. и доп. — Ленинград : Наука. [Ленингр. отд-ние], 1967. — 89 с. : ил.; 20 см.
- Вакуумная спектроскопия и её применение [Текст] / А. Н. Зайдель, Е. Я. Шрейдер. — Москва : Наука, 1976. — 431 с. : ил.; 22 см.
- Ошибки измерений физических величин : учебное пособие / А. Н. Зайдель. — Изд. 3-е, стер. — Санкт-Петербург [и др.] : Лань, 2009 (Архангельск : ИПП Правда Севера). — 106, [2] с. : ил., табл.; 20 см. — (Учебники для вузов. Специальная литература).; ISBN 978-5-8114-0643-2
- Техника и практика спектроскопии / Александр Натанович Зайдель, Галя Всеволодовна Островская, Юрий Исаевич Островский. — Наука : М., 1976.